# Turismología

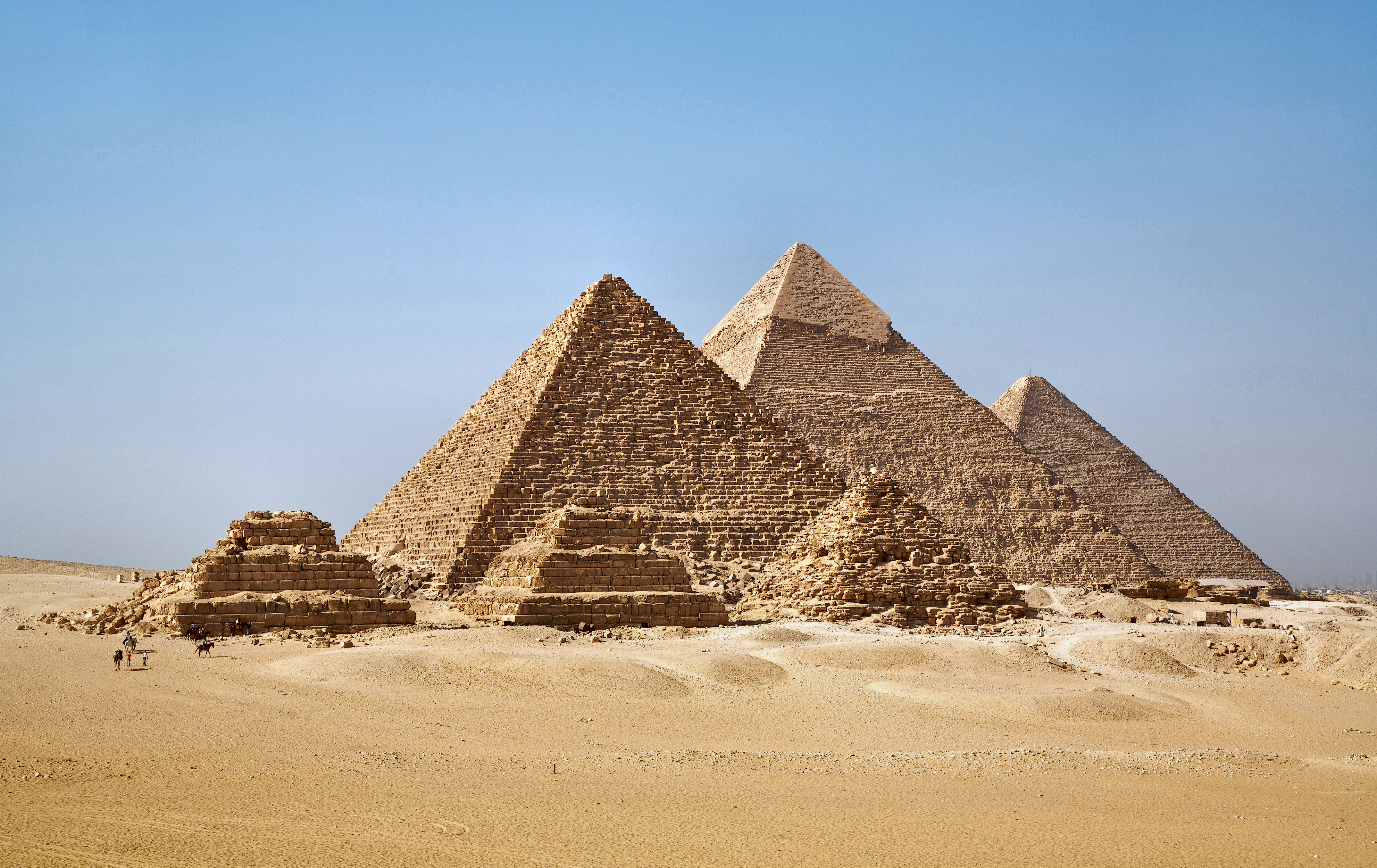
Las Pirámides de Guiza, Egipto, una de las siete maravillas del mundo antiguo que atrae muchos turistas al año.

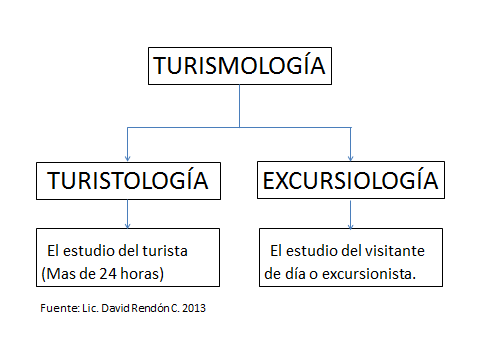
Ramas de la Turismología

La turismología es la ciencia social que se centra en el estudio del turismo desde el punto de vista social, económico y espacial, ocupándose del fenómeno en su totalidad. El turismólogo es el profesional universitario que conoce e investiga el turismo, considerando su campo de análisis como una ciencia social en constante desarrollo metodológico y relacionada con las ciencias económicas. Las funciones de un turismólogo es planificar, gestionar, desarrollar el sector turístico y administrar la industria del turismo. Además de que una de sus ventajas es asegurarse de que su organización tenga una estrategia sostenible a largo plazo.
Un turismologo tiene que ser un experto en turismo, debe de conocer el turismo desde un ámbito social, geográfico, económico, cultural, etc. y es un profesional que debe tener una visión más amplia, tendiente a múltiples actividades.
La turismología tuvo su aparición para que todos los componentes y fuerzas del turismo no fuesen estudiados aisladamente, sino con una visión sistemática y holística. La turismóloga uruguaya Margarita Barretto ya define esta actividad:
«La turismología es el estudio del fenómeno turístico en cuanto a hecho social (en el sentido dado a esta expresión por Émile Durkheim en el siglo XIX). El turismo es el fenómeno en sí [pero] son dos cosas diferentes: el fenómeno y el estudio del fenómeno».
En sus primeros tiempos, el geógrafo yugoslavo Zivadin Jovicic ya había definido a la turismología como aquella ciencia que busca definir las distintas dimensiones espaciales, sociológicas y económicas del turismo, estudiando la correlación existente entre lo general y lo particular.[cita requerida]

## Aparición y uso del neologismo

### Inicios de laturismología
El término turismología surgió en los años 60. Zivadin Jovicic, considerado "padre de la turismología", lo popularizó cuando fundó la revista del mismo nombre en 1972. El consideraba que ninguna de las ciencias existentes podía realizar el estudio del turismo en toda su dimensión (ni la geografía, ni la economía, ni la sociología, etc), por considerar que sus aportaciones son unilaterales. Esto permitiría la creación de una ciencia independiente, la turismología.
Según Jovicic:
"El turismo es un fenómeno único y ninguno de sus componentes puede ser estudiado aisladamente, ya que para poder estudiar aisladamente cualquier aspecto del fenómeno es indispensable conocer su esencia, su naturaleza profunda, pues, de lo contrario, se corre el riesgo de presentarlo desde un ángulo unilateral o desnaturalizado (cayendo en el economicismo, el geografismo, el sociologismo, etc)".
Turismología fue, para Jovicic y otros científicos, el nombre perfecto para nombrar a la nueva ciencia del turismo, porque es simple y acertado desde el punto de vista lingüístico.
En el año 2001, el Lic. Rendón, declara el Turismo o la Turismología como ciencia. Según su publicaciòn Turismo y ciencia: "El Turismo es una ciencia social de carácter fáctico dado por las motivaciones, desplazamientos y uso del espacio turístico por parte del homos turisticus".

### Panorama actual
En Francia, y en especial en el idioma francés, fue el profesor Jean-Michel Hoerner (2000) quién popularizó el término "tourismologie", especialmente en sus obras:
- "Traité de tourismologie. Pour une nouvelle science touristique".

- "La Science du Tourisme. Précis franco-anglais de Tourismologie". (Obra coescrita junto a la profesora de la Université de Perpignan, Catherine Sicart).

Anteriormente, el propio Hoerner había ya utilizado con frecuencia la palabra, en especial, en la revista "Espaces, tourisme & loisirs".
En junio de 2005, el profesor Hoerner publicó en el número 227 la citada revista "Encore un pas vers la tourismologie..." en donde aborda la turismología desde el punto de vista epistemológico.
Claude Origet du Cluzeau, vicepresidente de la Association Française des Experts Scientifiques du Tourisme, es otro de las investigadores que también se ha dedicado a investigaciones relacionadas con el aspecto epistemológico de la turismología.
En habla portuguesa, "turismología" es una palabra muy difundida y utilizada desde hace años (en especial, en Brasil). Es muy numerosa la cantidad de universidades que ofrecen cursos, títulos y posgrados de turismología (Universidade de Caxias do Sul, Universidade de Fortaleza, etc.).
Entre los turismólogos más destacados, se encuentra la ya citada Dra. Margarita Barreto.

### El Turismo como Ciencia
John Tribe ha argumentado que una de los mayores problemas de la turismología es su indisciplina para crear saberes homogéneos. ya sea por una Academia que no dialoga con los cuerpos generados de saber turístico, o por la falta de paradigmas básicos para configurar el objeto de estudio del turismo. Por su parte, Francisco Muñoz de Escalona advierte que la falta de un objeto específico ha llevado a una confusión fatal por parte de los primeros turisperitos quienes confundieron la maduración de una ciencia con la cantidad de trabajos, publicaciones o departamentos destinados a investigación en las universidades, en lugar de prestar atención a los postulados básicos de la disciplina. La producción académica no parece ser un criterio suficiente en la consolidación de una ciencia.
En los últimos años, diversos estudios han avanzado en la expansión de la turismología como disciplina científica. No obstante, la disciplina aún es sustentada por las ciencias sociales.
Por su parte, Alexandre Panosso Netto y Marcelino Nechar sugieren que el turismo debe ser considerado una institución social total de naturaleza reflexiva que moldea las experiencias y las cosmologías de los turistas. En los últimos años, una corriente crítica ha enfatizado en los problemas y limitaciones conceptuales de la investigación aplicada en turismo y hospitalidad. En este sentido, existe una visión excesivamente comercial del mismo enfatizando la figura del turista como el único vector de información frente a otros actores y otras metodologías. Los investigadores comúnmente realizan encuestas y entrevistas sobre los turistas que luego son tabuladas estadísticamente, esta práctica relega a otros actores que forman parte del sistema. A este grupo académico se lo conoce como corriente critica del turismo (critical turn). La critica de los especialistas sobre la epistemología del turismo versa en el hecho que en un sentido la experiencia del turista no denota causalidad científica sino su propio mundo interno. Metodológicamente hablando, lo que el turista manifiesta habla de su interpretación pero no de una causalidad real entre variables.

### Otros términos
Algunos turismólogos prefieren hablar de "ciencia del turismo" (como el italiano Alberto Sessa), o "turismografía" (como el también italiano Umberto Fragola) en lugar del neologismo "turismología".
El término "turistología", inventado por Pierre Defert en 1966, fue rechazado definitivamente por los científicos.
De todos modos, hoy en día, el término turismología es la expresión más popular entre los turismólogos y es cada vez más popular en el ambiente de la disciplina.
Excursiología: Es la rama de la turismología que estudia al visitante de día o excursionista (menos de 24 horas)sus distintas acciones de motivación, traslado y uso del espacio turístico. David Rendón C. 2013

## Actividad profesional
El turismólogo o Licenciado en Turismo no solo se dedica al estudio científico-académico del turismo, sino que es un profesional que debe tener una visión más amplia, tendiente a múltiples actividades.

### Definición
El término turismólogo surgió en la década de 1970, con el objetivo de brindar un nombre a la categoría de profesionales del área del turismo, disciplina que mostraba en ese entonces un enorme desarrollo. Una de las caracteristicas de un turismólogo es que es un experto en el turismo, debe de conocer el turismo desde un ámbito social, geográfico, económico, cultural, etc, es un profesional que debe tener una visión más amplia, tendiente a múltiples actividades.
En la actualidad o era moderna del sector Turismo, se disponen de -diferentes especialidades, la más común el Licenciado en Turismo. Las cuales se les atribuyen funciones y conocimientos en diversos campos del turismo, es decir, variadas profesiones son las que pueden dedicarse a la actividad turística, puesto que la oferta académica de las Universidades, Facultades e Institutos Superiores, determina su enfoque y objeto de estudio.
Lo anterior surge a consecuencia que en las décadas de 1990 y el nuevo milenio, la oferta de servicios turísticos, infraestructura, planta turística, supraestructura y declaraciones de Patrimonios de la Humanidad, han sido de forma constante, es por ello que la necesidad de nuevos profesionistas de este sector ha sido fundamental.
A continuación se presentan las carreras o licenciaturas más importantes, que se desempeñan en el ámbito turístico:
1. Licenciatura en Gestión Turística.
2. Licenciatura en Administración Hotelera.
3. Licenciatura en Artes Culinarias y Pastelería.
4. Licenciatura en Administración de Bares y Restaurantes.
5. Licenciatura en Administración del Tiempo Libre y Hospitalidad.
6. Licenciatura en Administración Turística con Especialización en:

- Guianza turística.
- Marketing turístico.
- Alimentos y Bebidas.
- Hotelería y Hospitalidad.
- Relaciones públicas y Eventos.
- Gestión ambiental y Ecoturismo.
- Planificación y Desarrollo turístico.
- Formulación y Gestión de proyectos turísticos.

### Revistas Académicas
Las revistas que lleven el nombre de turismología no son frecuentes en el campo académico. La Revista Latinoamericana en Turismología es la primera en su serie en publicar trabajos epistemológicos que tienen al turismo como su principal objeto de estudio. La revista está dirigida por Thiago D. Pimentel y dependiente de Universidade Federal de Juiz de Fora/ UFJF (Brasil). La revista cuenta con un destacado cuerpo editorial y científico llegando a las 3 publicaciones anuales. Todos los artículos publicados se encuentran bajo un referato de expertos doble ciego según convenciones internacionales.

### Perfil delturismólogo
El sustentante en turismo o administración turística, se destaca por la importancia de esta actividad a nivel de algunos países o en carácter internacional, a su constante desarrollo. Ofrece conocimientos, actitudes y habilidades para satisfacer las necesidades relacionadas con las actividades y objetivos de los usuarios turísticos.
Cada uno de los Patrimonios de la Humanidad Universal deben de admirarse profesionalmente, porque representan un enorme potencial para el desarrollo económico y promueve las relaciones cultural de diversas regionales mundiales.
El turismólogo está educado para que pueda ser participe en el fenómeno turístico, reconocer el contraste entre formas diversas de ser y pensar; tener conocimiento y comprensión de la riqueza cultural y natural del mundo entero.

### Labores adicionales
- La elaboración y asesoría en políticas de turismo municipales, estaduales (o provinciales) y nacionales;
- Elaborar el planeamiento del espacio turístico;
- Analizar y elaborar planes para el desarrollo del turismo de un modo sustentable, basándose en factores sociales, culturales, ambientales y económicos, presentes en cada región;
- Coordinar, desarrollar y orientar trabajos de selección y clasificación de zonas y áreas destinadas al turismo;
- Coordinal actividades relacionadas con el ocio para la demanda turística;
- Brindar consultoría a organizaciones del sector turístico;
- Planear y organizar circuitos turísticos y gestionar agencias de viajes.
- Fundamentos del Turismo y docencia.
- Administración y Contabilidad de la Empresas Turísticas.
- Ingeniería del Servicio y Logística en eventos sociales, grupos y convenciones.
- Preparación de Alimentos y Bebidas.
- Economía, Finanzas y Derecho para las Empresas Turísticas.
- Control y Operación de la Transportación y Hospedaje del usuario turístico.
- Mercadotecnia de Servicios y Promoción de Productos Turísticos.
- Relaciones Internacionales y gestión de Aduanas.
- Participación y operación de Servicios Complementarios en Turismo Alternativo.
- Recorridos como Guías de Turistas por medio de Museología, Historia del Arte y Arquitectura.
- Planificación de Itinerarios en Ecoturismo y Rutas de Aventura.
- Organización y Dirección de Grupos de Trabajo y Turistas.
- Expresión de varios idiomas para desenvolvimiento en actividades turísticas, vocación de servicio, liderazgo, creatividad, iniciativa y proactivo.
- Conocimiento de Alimentos, Viticultura y Coctelería.

### Áreas de trabajo
- Dirección de Actividades que favorezcan el Desarrollo Turístico.
- Administración Hotelera y Sistemas Operativos de Hospedaje.
- Planeación, Logística y Ejecución de Eventos, Congresos y Convenciones.
- Coordinación de Grupos de Turistas.
- Gestión en Alimentos y Bebidas, Restaurantes y Bares.
- Selección y Capacitación del Recurso Humano.
- Control de Costos en Alimentos y Bebidas, Auditorías Nocturnas y Contabilidad Hotelera.
- Difusión y Marketing de Productos Turísticos.
- Reconocimiento y Admiración de los Recursos, Atractivos y Patrimonios Turísticos.
- Ejercer la docencia en Instituciones de Nivel Superior en su área.
- Brinda Asesoría y Consultoría especializa a Empresas Turísticas.
- Desarrollar la museología.
- Formulación y diseño, Inversión y Ejecución de Proyectos Turísticos.
- Planeación y Organización de Viajes, Circuitos Turísticos y diferentes Turismos.
- Administración de Agencias de Viajes y Servicios Complementarios.
- Planificación de Actividades Recreativas, Esparcimiento y Animación Turística.
- Coordinación la actividad de Turismo Alternativo, de Aventura y Ecoturismo.
- Administración el Tiempo Libre y Ocio.
- Trabajo en aerolíneas, comunicaciones y transportes. Técnicas de la Transportación y Planeación de Cruceros.

Existen otras disciplinas que participan de forma sustancial en el desarrollo de la actividad turística y que el profesional del turismo conoce, tales como: economía, gastronomía, sociología, contabilidad, estadística, mercadotecnia, negocios, comercio exterior, relaciones internacionales, informática, idiomas, administración, derecho, técnicas de investigación, historia, geografía, matemáticas financieras, gastronomía, ciencias ambientales, sostenibilidad, etc. Las anteriores sirven de apoyo para el mejor conocimiento del Licenciado en Turismo.

## Ramas de la Turismología
En el año 2013 el Turismólogo David Rendón C. de la Universidad Privada de Tacna define y ordena las ramas de la turísmología: La Turistología y la Excursiología.

### La Turístología
Es la rama de la Turismología que estudia al turista (más de 24 horas y pernocta) y sus distintas acciones de motivación, desplazamiento, uso y satisfacción del espacio turístico.

### La Excursiología
Es la rama de la Turismología que estudia al excursionista o visitante de día (menos de 24 horas) y sus distintas acciones de motivación, desplazamiento, uso y satisfacción del espacio turístico.